# Уолтон, Дуглас (коммунист)
Дуглас Гордон Уолтон (англ. Douglas Wolton; 1898, Донкастер, Саут-Йоркшир — 1988) — британско-южноафриканский политик, руководитель Коммунистической партии Южной Африки (1928—1929).

## Биография
В 1921 году переехал в Южную Африку и в 1925 году вступил в компартию. С 1928 года Коминтерн предложил политику, при которой Компартия Южной Африки должна проводить первую кампанию за «туземную республику», в которой черные южноафриканцы возьмут на себя ведущие роли, что станет ступенькой к социализму. Лидеры партии были категорически против этого подхода, но Уолтон поддержал это решение. В начале 1929 года выиграл дебаты в партии, которая приняла эту политику. Дуглас был избран генеральным секретарем Компартии Южной Африки и редактором её печатного органа — газеты «South African Worker» («Южноафриканский рабочий»).
Женился на однопартийке Молли, родом из Литвы. В июле 1929 года супруги отправились в путешествие по Англии. Д. Уолтон начал работать в колониальном отделе Коммунистической партии Великобритании, затем в 1930 году супруги отправились в Москву, где приняли участие в Пятом съезде Красного Интернационала профсоюзов. Дуглас был избран консультативным делегатом от имени Коммунистической партии Великобритании, принимал участие в обсуждениях ситуации в Южной Африке, помогая Коминтерну разрабатывать директивы о том, какая политика должна применяться в его стране. В сентябре ему было приказано вернуться в Южную Африку, хотя жена Молли осталась в Москве, обучаясь в Международной ленинской школе.
Д. Уолтон вернулся в Южную Африку в ноябре 1930 года и сразу же начал осуществлять директивы Коминтерна. Вскоре он был избран председателем Южно-Африканской коммунистической партии, фактически став её лидером. По требованию Коминтерна исключил членов, выступавших против политики «туземной республики», назвав их «правыми уклонистами». Это создало атмосферу беспорядка и сектантства, и многие другие члены подали в отставку, членство в партии упало до 350 чел. Вскоре к нему присоединилась Молли, и пара тесно сотрудничала с Лазаром Бахом по руководству партией. Они стали мишенью правительства Южной Африки; в 1932 году Д. Уолтон был приговорен к каторжным работам, а в начале 1933 года осуждён за подстрекательство транспортных рабочих в Кейптауне к забастовке и был заключен в тюрьму.
К 1933 году Молли страдала от болезни сердца, и её психическое и физическое здоровье пошатнулось. Супруги покинули страну без разрешения Коминтерна, которому Дуглас написал письмо, в котором изложил причины их отъезда и обосновал своё выступление на посту партийного лидера. Супруги поселились в Шеффилде, где Д. Уолтон попытался основать газету, но предприятие не увенчалось успехом, и вместо этого он нашел работу по продаже промышленных красок. Молли умерла в 1945 году, а Д. Уолтон снова женился, прожив до 1988 года.
В 1947 году Уолтон опубликовал книгу «Куда, Южная Африка?» (Whither, South Africa?).